# Grzegorz Klaman
Grzegorz Józef Klaman (ur. 7 stycznia 1959 w Nowym Targu) – polski artysta współczesny. Tworzy instalacje, zajmuje się działaniami w przestrzeni publicznej. Profesor Akademii Sztuk Pięknych w Gdańsku.

## Życiorys
Urodził się w rodzinie robotniczej. W 1980 ukończył Państwowe Liceum Technik Plastycznych im. Antoniego Kenara w Zakopanem. W latach 1980–1985 studiował na Wydziale Rzeźby gdańskiej PWSSP (obecnie: Akademia Sztuk Pięknych w Gdańsku). Dyplom uzyskał w pracowni Franciszka Duszeńki w 1985. W 1993 się doktoryzował, w 1996 habilitował, a w 2005 otrzymał tytuł naukowy profesora.
Od 1984 prowadził Galerię Rotacyjną w różnych miejscach Gdańska (Baraki, cypel Wyspy Spichrzów). Od 1985 pracuje jako pedagog w Akademii Sztuk Pięknych w Gdańsku, gdzie prowadzi Pracownię Intermedialną, obecnie jako profesor zwyczajny. Założyciel i lider Galerii Wyspa (od 1985), współautor koncepcji Otwartego Atelier (od 1992) i Centrum Sztuki Współczesnej „Łaźnia” (1998) w dawnej Łaźni Miejskiej oraz prezes Fundacji Wyspa Progress (od 1994). Założył i prowadził Modelarnie (2002–2013) i Instytut Sztuki Wyspa razem z Anetą Szyłak (2004–2016) na terenie dawnej Stoczni Gdańskiej.

## Inne
Grzegorz Klaman jest też jednym z bohaterów reportażu Marka Szymaniaka Urobieni z 2018 roku (s. 26-35). Autor opisuje w nim warunki pracy w Galerii Wyspa. 

## Nagrody
- Nagroda Miasta Gdańska w Dziedzinie Kultury „Splendor Gedanensis” (1995)[4]
- Nagroda Artystyczna Gdańskiego Towarzystwa Przyjaciół Sztuki w dziedzinie plastyki (1996)[5]
- Nagroda Prezydenta Miasta Gdańska w Dziedzinie Kultury z okazji jubileuszu 10-lecia miejskiej instytucji kultury Centrum Sztuki Współczesnej „Łaźnia” (2008)[6]

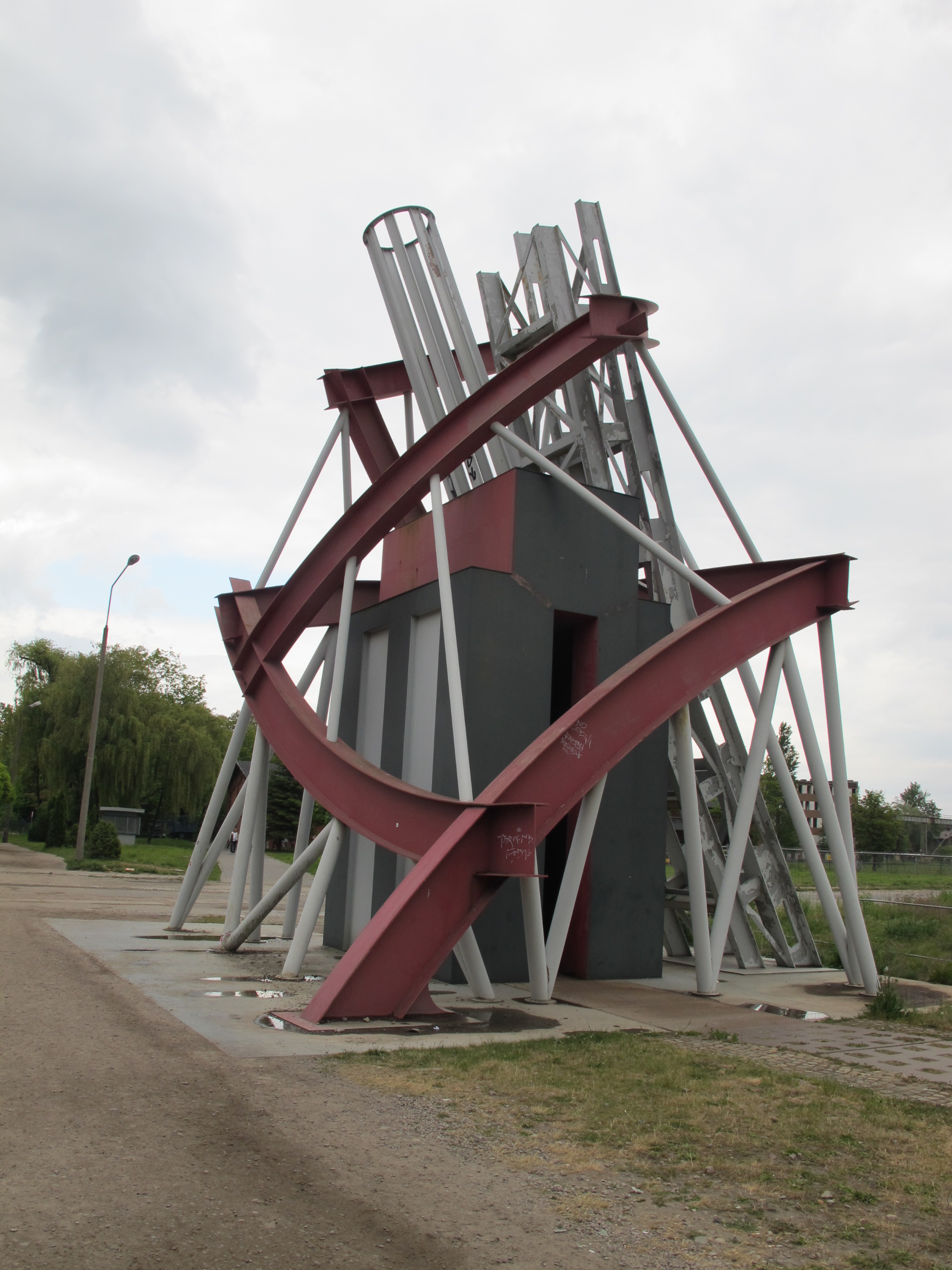
Bramy Grzegorza Klamana przy bramie Stoczni Gdańskiej (2000)

- Nagroda Prezydenta Miasta Gdańska w Dziedzinie Kultury z okazji jubileuszu 30-lecia pracy twórczej oraz działalności w ramach kolektywu artystycznego „Wyspa” (2015)[6]